# Громадянство Франції
Французьке громадянство (фр. Nationalité française) — правовий статус особи, який регулюється Цивільним кодексом щодо громадянських прав і Конституцією Французької Республіки, зокрема її преамбулою (Декларація прав громадянина 1789 року) щодо громадянських або політичних прав. Поняття громадянства Франції тісно пов'язане з національністю.